# Wormaldia arcopa
Wormaldia arcopa is een schietmot uit de familie Philopotamidae. De soort komt voor in het Nearctisch gebied.